# Cantone di Vigy
Il Cantone di Vigy era una divisione amministrativa dell'arrondissement di Metz-Campagne.
È stato soppresso a seguito della riforma complessiva dei cantoni del 2014, che è entrata in vigore con le elezioni dipartimentali del 2015.
Comprendeva i comuni di:
- Antilly
- Argancy
- Ay-sur-Moselle
- Burtoncourt
- Chailly-lès-Ennery
- Charleville-sous-Bois
- Charly-Oradour
- Ennery
- Les Étangs
- Failly
- Flévy
- Glatigny
- Hayes
- Malroy
- Noisseville
- Nouilly
- Sainte-Barbe
- Saint-Hubert
- Sanry-lès-Vigy
- Servigny-lès-Sainte-Barbe
- Trémery
- Vigy
- Vry